# Obitara
Obitara ist ein Stadtviertel von Agadez in Niger.
Obitara ist eines der elf historischen Stadtviertel der zum UNESCO-Welterbe zählenden Altstadt von Agadez, deren südwestlichen Ausläufer es bildet. Das angrenzende Altstadtviertel im Norden ist Amdit.
Der Ortsname bedeutet „Markt außerhalb der Stadt“. Die Bevölkerung untersteht dem Gonto von Obitara, einem traditionellen Ortsvorsteher, der als Mittelsmann zwischen dem Sultan von Agadez und den Einwohnern auftritt. Die Einwohner von Obitara haben das Vorrecht zur Herstellung der battoti (Einzahl: batta), variantenreicher verzierter Lederbehälter, die in erster Linie der Aufbewahrung von Duftstoffen dienen. Viele der Handwerker, die sie herstellen, sind zugleich Marabouts.
Die alljährliche Feier von Mouloud zu Ehren des Propheten Mohammed wird in Agadez nach einem gleichbleibenden Schema an verschiedenen Orten begangen. Am Morgen des zweiten Tages von Mouloud ist dabei die Adani-Moschee in Obitara das Zentrum der Feierlichkeiten.
Bei der Volkszählung 2012 hatte Obitara 5138 Einwohner, die in 864 Haushalten lebten. Bei der Volkszählung 2001 betrug die Einwohnerzahl 4383 in 699 Haushalten und bei der Volkszählung 1988 belief sich die Einwohnerzahl auf 3322 in 523 Haushalten.